# Baldur's Gate: Dark Alliance
Baldur's Gate: Dark Alliance é um jogo no estilo RPG eletrônico baseado no RPG de mesa Dungeons & Dragons, desenvolvido por  Black Isle Studios, uma divisão de Interplay Entertainment, e distribuído por  Vivendi Universal Games, no japão o jogo foi distribuido pela Jaleco Japan. A versão do Game Boy Advance foi publicada pela DSI Games. A CD Projekt estava desenvolvendo uma versão para PC, mas esta foi cancelada. O jogo se passa no mundo místico de Forgotten Realms. É o primeiro jogo da série Dark Alliance, que é a primeira aparição da série Baldur's Gate na plataforma PlayStation 2.
Foi conduzido para GameCube por High Voltage Software, e para Game Boy Advance por Magic Pockets.
Sua jogabilidade é baseada nas regras de Dungeons & Dragons 3rd edition, que foi lançado em 2000. É o primeiro video game a implementar a aplicação em tempo real das novas regras.

## Jogabilidade
O sistema da batalha no jogo é simples, e permite a customização. O arqueiro humano, por exemplo, pode atribuir mais pontos de experiência em destreza do que a de força, que resultará em flechadas mais poderosas. Entretanto, as estatísticas de cada personagem são pré-ajustadas, e o jogador pode somente customizar as estatísticas de seu personagem ao ganhar pontos de experiência. Há também relativamente poucos personagens não jogáveis, ou seja NPCs: os únicos personagens com quem se pode falar são aqueles que te dão missões.
Baldur's Gate: Dark Alliance permitiu melhoras comparado ao Baldur's Gate de PC, como a luz dinâmica, fundos em tempo real e sombras dos personagens, inteiramente em caráter 3D. Os gráficos, no detalhe, foram considerados um destaque do jogo por muitos críticos. Os gráficos são tão precisos que cada personagem não pode somente mudar sua aparência dependendo de sua armadura que usam, mas podem também ser despidos de toda sua armadura, deixando-os com roupas de baixo.